# Манфред (король Сицилии)
Ма́нфред (нем. Manfred, итал. и сиц. Manfredi di Sicilia; 1232, Веноза — 26 февраля 1266, Беневенто) — король Сицилийского королевства с 1258 года по 1266 год, незаконнорожденный сын императора Фридриха II от графини Бианки Ланчия.

## Биография
Его отцом был король Германии, Сицилии и Иерусалима и глава Священной Римской империи Фридрих II из династии Гогенштауфенов, а его матерью была графиня Бианка Ланчия — потомок копьеносца Фридриха I Барбароссы (деда Фридриха II). Одна из его сестёр, Констанция, вышла замуж за Иоанна Дуку Ватаца — императора Никеи и представителя династии Ласкаридов.
Фридрих признал Манфреда своим законным сыном только в предсмертные минуты и оставил ему Тарентское епископство и управление государством до прибытия его сводного брата, Конрада IV. Сначала братья были очень дружны, но потом Конрад стал опасаться того влияния, какое имел Манфред в Италии. Он взял под свой контроль Тарент, отобрал у Манфреда высшую судебную власть и установил повсюду тяжелые налоги в пользу своей казны. Однако Манфред продолжал и после этого хранить верность Конраду. После смерти Конрада IV от малярии в 1254 году Манфред был избран регентом Сицилийского королевства.
Так как папа римский Иннокентий IV отказывался признать за Гогенштауфеном право на наследство, Манфред бежал к сарацинам в Люцеру. 2 декабря 1254 года в битве при Фоджи он разбил папские войска, возглавляемые легатом Гильермо Фиески, что позволило ему покорить Капую, Неаполь, Аверзу и Бриндизи, а затем переправиться в Сицилию. На основании ложного слуха о смерти Конрадина он возложил на себя королевскую корону в 1258 году, но как только явились посланные от Конрадина, он признал его права на наследство.
Живя в Палермо, Манфред покровительствовал поэтам и учёным. Не смущаясь проклятием папы, он помогал изгнанным флорентийским гибеллинам, которые, при его содействии, одержали победу при Монтаперти (4 сентября 1260); таким образом он приобрел власть над Флоренцией и почти всей Тосканой.
В 1259 году Манфред поддержал деспота Эпира Михаила II Комнина Дуку и князя Мореи Гильома II де Виллардуэна в конфликте с Никейской империей.
Выдав в 1262 году свою дочь от первого брака, Констанцу, за Педро Арагонского, он обеспечил себе защиту на Западе; женившись же во второй раз на Елене, дочери эпирского царя Михаила II, он показал, что на Востоке будет следовать политике норманно-гогенштауфенской.
Усиление власти Манфреда возбудило неудовольствие приверженцев Конрадина в Германии и заставило папу Урбана IV заключить договор с Карлом Анжуйским, который в 1266 году вторгся в южную Италию. В битве, происшедшей при Беневенто (26 февраля 1266), немцы были разбиты; Манфред искал смерти и нашёл её.
Сам Манфред в 1262 году женился во второй раз в своей жизни на Елене Ангелине Дукаине, что укрепило союз между Сицилийским королевством и Эпирским деспотатом.
Его вдова и дети были захвачены и выданы Карлу Анжуйскому; его три сына восемнадцать лет провели в подвале замка Кастель-дель-Монте, как в тюрьме; дочь его Беатриса была выпущена из тюрьмы в обмен на Карла II Хромого, сына Карла I.

## В художественной литературе
- Является персонажем романа Горация Уолпола «Замок Отранто» (1764) — первого в европейской литературе произведения в готическом жанре.